# Word Of Mouf
Word of Mouf es el tercer álbum del rapero Ludacris, y el segundo en Def Jam, lanzado en 2001. Los sencillos fueron "Roll Out (My Business)", "Area Codes", "Move Bitch" y "Saturday (Oooh Oooh!)".

## Lista de canciones
1. "Coming 2 America"
2. "Roll Out (My Business)"
3. "Go 2 Sleep (con I-20 & Lil Wilson)"
4. "Cry Babies (Oh No)"
5. "She Said"
6. "Howhere" (Skit)
7. "Area Codes" (con Nate Dogg)
8. "Growing Pains" (con Fate Wilson & Keon Bryce)
9. "Greatest Hits" (Skit)
10. "Move Bitch" (con Mystikal & I-20)
11. "Stop Lying" (Skit)
12. "Saturday (Oooh Oooh!)" (con Sleepy Brown)
13. "Keep It on the Hush"
14. "Word of Mouf (Freestyle)"
15. "Get the Fuck Back"
16. "Freaky Thangs (con Twista & Jagged Edge)"
17. "Cold Outside"
18. "Block Lockdown + Bonus track 'Welcome 2 Atlanta' con Jermaine Dupri"

- Datos: Q1088477